# 理解社会学
理解社会学（りかいしゃかいがく、独: verstehende Soziologie）は、マックス・ウェーバーが提唱した社会学上の立場である。

## 概要
理解社会学の特徴は、観察対象となる社会現象や集団、社会的な行為の行為者にとっての意味（主観的意味）を理解（了解）しようと努める点にある。社会的事象を個人の行為に還元して分析しようとする際には、外面的な因果関係による「説明」では不十分であり、その行為者にとっての意味や動機が問われなければならないからだ。
ただし、ここでの主観的意味は、個別の「心理的」な感情ではなく、「社会的」文脈に根ざした「意味連関」のうちに理解されなくてはならない。たとえば、伝統的行動様式を支える価値的態度（エートス）などがこの主観的意味に含まれる。こうした価値と複雑に結びついた歴史社会的事象を科学的に分析する手続きとして理念型が設定されそれとの比較検討が進められる。ウェーバーは、このようにして、歴史の因果的経過の「説明」を社会的行為における意味の「理解」と関連づけようとしたのである。
また、ウェーバーの理解社会学とフッサールの現象学の総合のうえに、アルフレッド・シュッツの現象学的社会学が成立することになった。すなわち、シュッツにとって、社会科学の用いる概念は、「類型的概念構成の指示するかたちで生活世界のなかで個々の行為者の遂行する行為が、行為者の仲間だけでなく、行為者自身にとっても、日常生活の常識的解釈という観点から理解可能になるように構成されなければならない」のである（『シュッツ著作集』第1巻、98頁）。

## 学説上の位置
理解社会学では社会の生産について社会の成員による達成という点が強調されるが、このことと、必ずしも人間は自らが選択できる条件の下で社会を形成するわけではないとする社会思想との整合性が問題になり、以後、社会的生産と再生産との接合を目指す論がピエール・ブルデューやアンソニー・ギデンズなどによって生み出されていくことになる。